# 山科顕言
山科顕言（やましな あきとき、 正長元年（1428年） - 康正3年（1457年）5月8日)は、室町時代中期の公卿。初名は山科成任。法名は常継。

## 官歴
- 享徳元年（1452年）：従三位、右衛門督
- 享徳3年（1454年）：参議
- 康正元年（1455年）：周防権守
- 康正2年（1456年）：正三位、権中納言

## 系譜
- 父：山科家豊
- 子：山科言国